# 1. liga 2005-2006
La 1. liga 2005-2006, tredicesima edizione del torneo, vide la vittoria finale dello Slovan Liberec.
Capocannoniere del torneo fu Milan Ivana (Slovácko), con 11 reti.

## Avvenimenti
Lo Slovan Liberec parte subito bene in campionato, guadagnando la prima posizione dopo sole 3 giornate. All'ottava viene raggiunto dal Teplice, ma dall'undicesimo turno perde altro terreno nei confronti dello Slovan Liberec che vince indisturbato il suo secondo titolo ceco. Il Mladá Boleslav è secondo, davanti a Slavia Praga e Teplice. Lo Sparta conclude il torneo al quinto posto, a -14 dallo Slovan Liberec.

## Classifica finale
|     | Classifica       | G  | V  | N  | P  | GF | GS | Pt |
| --- | ---------------- | -- | -- | -- | -- | -- | -- | -- |
| 1.  | Slovan Liberec   | 30 | 16 | 11 | 3  | 43 | 22 | 59 |
| 2.  | Mladá Boleslav   | 30 | 16 | 6  | 8  | 50 | 36 | 54 |
| 3.  | Slavia Praga     | 30 | 15 | 9  | 6  | 56 | 34 | 54 |
| 4.  | Teplice          | 30 | 12 | 16 | 2  | 38 | 24 | 52 |
| 5.  | Sparta Praga     | 30 | 13 | 6  | 11 | 43 | 39 | 45 |
| 6.  | Baník Ostrava    | 30 | 10 | 10 | 10 | 35 | 32 | 40 |
| 7.  | Slovácko         | 30 | 9  | 11 | 10 | 29 | 28 | 38 |
| 8.  | Jablonec         | 30 | 10 | 7  | 13 | 35 | 39 | 37 |
| 9.  | Sigma Olomouc    | 30 | 10 | 7  | 13 | 34 | 44 | 37 |
| 10. | SIAD Most        | 30 | 10 | 6  | 14 | 34 | 41 | 36 |
| 11. | Tescoma Zlín     | 30 | 8  | 11 | 11 | 27 | 33 | 35 |
| 12. | Brno             | 30 | 7  | 14 | 9  | 35 | 36 | 35 |
| 13. | Marila Příbram   | 30 | 8  | 10 | 12 | 36 | 36 | 34 |
| 14. | Viktoria Plzeň   | 30 | 7  | 10 | 13 | 30 | 43 | 31 |
| 15. | Vysočina Jihlava | 30 | 6  | 11 | 13 | 20 | 36 | 29 |
| 16. | Chmel Blšany     | 30 | 5  | 11 | 14 | 22 | 44 | 26 |

### Verdetti
- Slovan Liberec Campione della Repubblica Ceca 2005-06.
- Vysočina Jihlava e Chmel Blšany retrocesse in Druhá liga.

## Statistiche e record

### Classifica marcatori
| Gol |  |  | Giocatore       | Squadra        |
| --- |  |  | --------------- | -------------- |
| 11  |  |  | Milan Ivana     | Slovácko       |
| 10  |  |  | Marek Kulič     | Mladá Boleslav |
| 10  |  |  | Karel Piták     | Slavia Praga   |
| 10  |  |  | Stanislav Vlček | Slavia Praga   |
| 9   |  |  | Horst Siegl     | SIAD Most      |
| 8   |  |  | Luboš Pecka     | Mladá Boleslav |
| 8   |  |  | Adam Varadi     | Baník Ostrava  |
| 8   |  |  | Rudolf Otepka   | Marila Příbram |
| 8   |  |  | Libor Došek     | Sparta Praga   |

### Capoliste solitarie
- Dalla 3ª giornata alla 7ª giornata:  Slovan Liberec
- Dall'11ª alla 30ª giornata:  Slovan Liberec

### Record
- Maggior numero di vittorie:  Slovan Liberec e  Mladá Boleslav (16)
- Minor numero di sconfitte:  Teplice (2)
- Migliore attacco:  Slavia Praga (56 gol fatti)
- Miglior difesa:  Slovan Liberec (22 gol subiti)
- Miglior differenza reti:  Slavia Praga (+22)
- Maggior numero di pareggi:  Teplice (16)
- Minor numero di pareggi:  Mladá Boleslav,  Sparta Praga e  SIAD Most (6)
- Minor numero di vittorie:  Chmel Blšany (5)
- Maggior numero di sconfitte:  SIAD Most e  Chmel Blšany (14)
- Peggiore attacco:  Vysočina Jihlava (20 gol fatti)
- Peggior difesa:  Sigma Olomouc e  Chmel Blšany (44 gol subiti)
- Peggior differenza reti:  Chmel Blšany (-22)